# ジェロ・ビアフラ

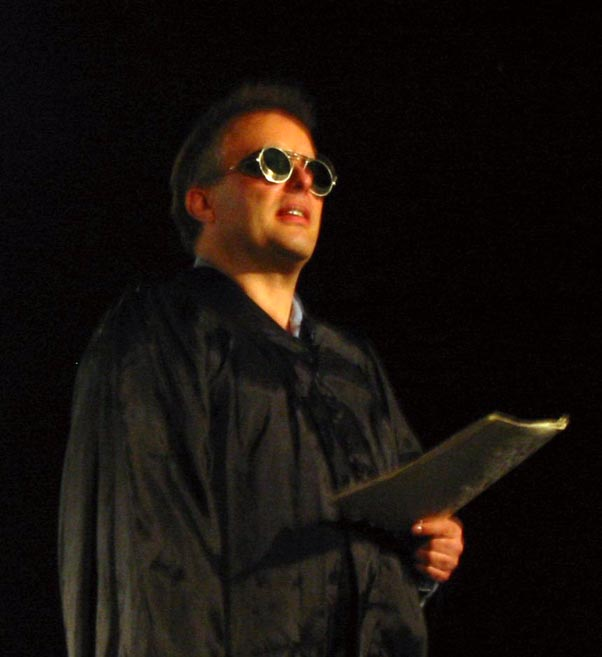
ジェロ・ビアフラ（2003年）

ジェロ・ビアフラ (Jello Biafra、本名：エリック・リード・バウチャー、1958年6月17日 - )は、アメリカ合衆国のミュージシャン、政治活動家。
彼は1979年にデビューしたパンク・ロックバンド、デッド・ケネディーズのリード・ボーカルをつとめていた。バンド解散の後彼はソロ・アーティストとなり、詩の朗読活動を行う。政治活動では、彼はアメリカ緑の党の活発なメンバーであり、その進歩的な政治理念に基づく活動に参加している。彼は自称無政府主義者であり、政治的変革の名の下に市民の抵抗と悪ふざけを主張する。ビアフラは伝統的イッピーとして市民権、社会正義、反企業の主張にハイライトを当てるため、不条理なメディア戦術を使用することが知られている。またサンフランシスコの市長選挙に出馬したこともある。
「ジェロ・ビアフラ」の名は、ゼリー菓子の登録商標である「Jell-O」と、1966年にナイジェリアからの独立を試みた「ビアフラ共和国」を組み合わせたものである。非栄養的で大量生産される企業食品と、大量飢餓を組み合わせた皮肉なコンビネーションである。

## 経歴

### 生い立ちとデッド・ケネディーズ
ビアフラはコロラド州ボルダーでスタンリー・ブーシエとその妻ヴァージニアの間に生まれた。彼は幼少時から国際政治への関心を抱いた。両親は彼の政治学への関心に対して激励した。子供の時から彼は熱心にテレビニュースを見た。幼年期における最も初期の記憶の一つはジョン・F・ケネディの暗殺事件である